# Saldula nigrita
Saldula nigrita är en insektsart som beskrevs av Parshley 1921. Saldula nigrita ingår i släktet Saldula och familjen strandskinnbaggar. Inga underarter finns listade i Catalogue of Life.